# Ambjörby
Ambjörby är en ort i Torsby kommun, Värmlands län. År 2015 förlorade Ambjörby sin status som tätort på grund av att folkmängden hade minskat till under 200 personer. Från 2015 avgränsades orten istället till en småort.
Riksväg 62 går förbi Ambjörby. Division 2-fotbollslaget Nordvärmland FF har sin hemmaarena i Ambjörby.

## Näringsliv
I Ambjörby drev företaget Byggelit tidigare en fabrik för tillverkning av spånskivor. Fabriken invigdes 1974 med bland andra Vänerskog och staten som investerare. Efter konkurser i först driftbolaget Norra Ny Industrier AB och senare Vänerskog tog Persson Invest över fabriken i början av 1980-talet. Persson Invest knoppade av sina spånskivefabriker i bolaget Byggelit på 1990-talet. Fabriken i Ambjörby stängdes 2013 och produktionen flyttades till företagets fabrik i Jämtland.
Enskilda banken i Vänersborg etablerade ett kontor i Ambjörby år 1920. Det övertogs år 1925 av Sydsvenska banken. Kontoret överläts ännu en gång till Wermlandsbanken år 1935. Kontoret lades ner år 1986. Ambjörby hade också ett sparbankskontor tillhörande Länssparbanken Värmland. Även detta är nedlagt.
Jofa hade tillverkning på orten i en så kallad systuga.

## Befolkningsutveckling
| Befolkningsutvecklingen i Ambjörby 1960–2015 | Befolkningsutvecklingen i Ambjörby 1960–2015 | Befolkningsutvecklingen i Ambjörby 1960–2015 | Befolkningsutvecklingen i Ambjörby 1960–2015 | Befolkningsutvecklingen i Ambjörby 1960–2015 |
| -------------------------------------------- | -------------------------------------------- | -------------------------------------------- | -------------------------------------------- | -------------------------------------------- |
|                                              |                                              |                                              |                                              |                                              |
| År                                           |                                              |                                              | Folkmängd                                    | Areal (ha)                                   |
| 1960                                         | 1960                                         |                                              | 497                                          |                                              |
| 1965                                         | 1965                                         |                                              | 465                                          |                                              |
| 1970                                         | 1970                                         |                                              | 274                                          |                                              |
| 1975                                         | 1975                                         |                                              | 235                                          |                                              |
| 1980                                         | 1980                                         |                                              | 221                                          |                                              |
| 1990                                         | 1990                                         |                                              | 277                                          | 147                                          |
| 1995                                         | 1995                                         |                                              | 237                                          | 147                                          |
| 2000                                         | 2000                                         |                                              | 263                                          | 148                                          |
| 2005                                         | 2005                                         |                                              | 246                                          | 149                                          |
| 2010                                         | 2010                                         |                                              | 227                                          | 148                                          |
| 2015                                         | 2015                                         |                                              | 144                                          | 89#                                          |
| Anm.: Ej tätort 2015. # Som småort.          |                                              |                                              |                                              |                                              |